# Anno Graecorum

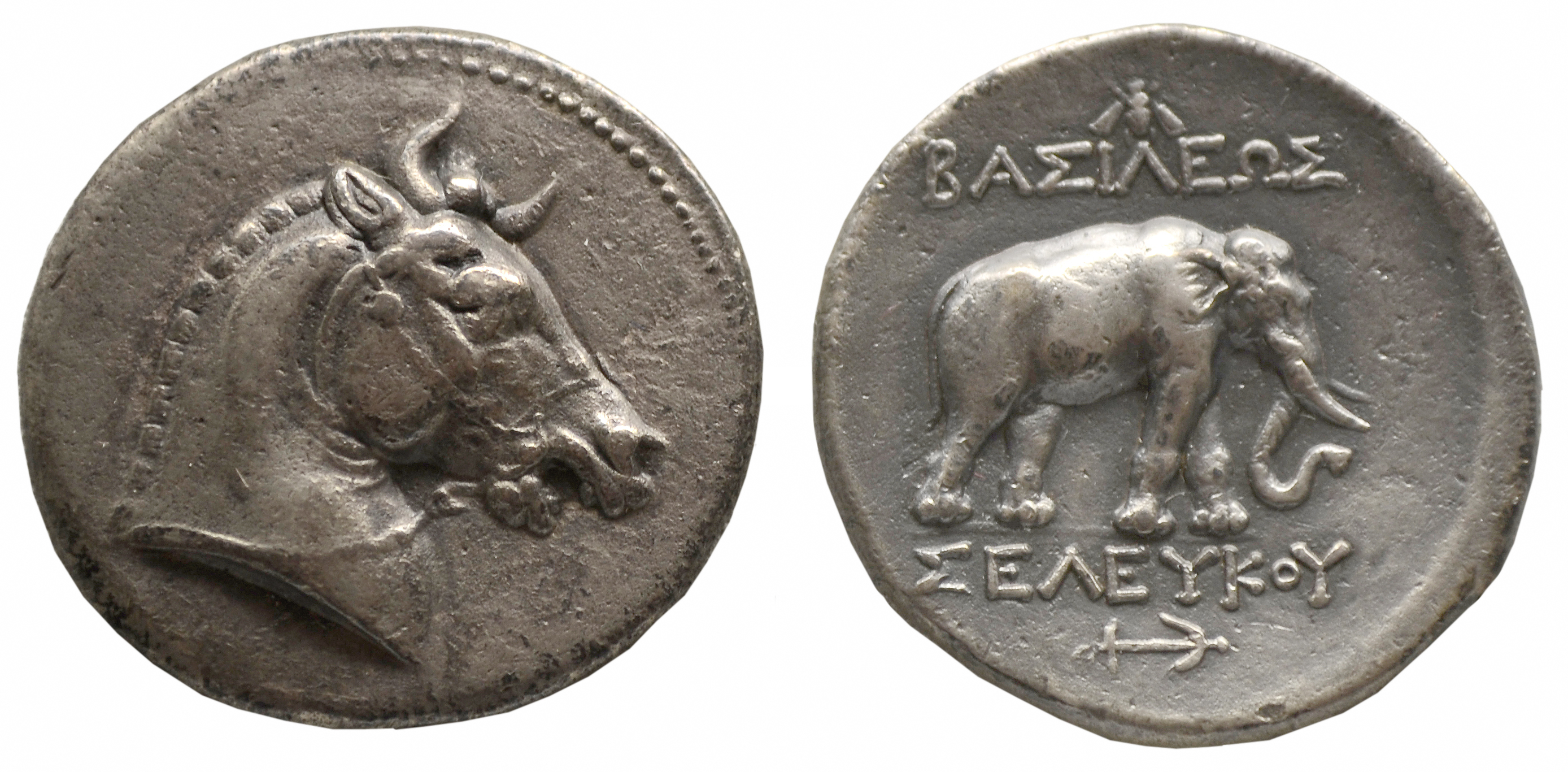
Tetradrachme med Seleukos I Nikator grundaren av Seulukiderriket och Anno Graecorum (Grekiska kalendern). Grekiska: BAΣIΛEΩΣ ΣEΛEYKOY (kung Seleukos).

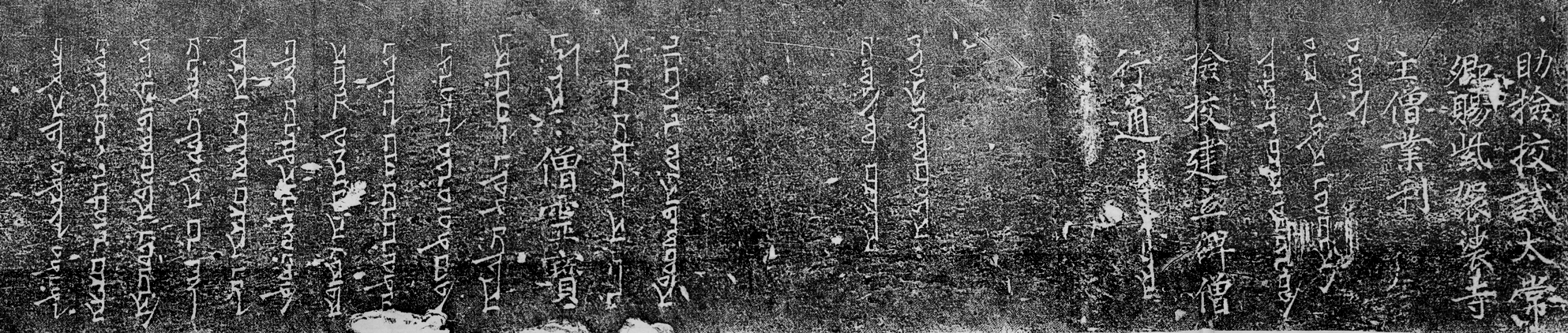
Syrisk text på den Nestorianska stelen 781 e.kr. Ett exempel från Kina: Den syriska skriften längst ner på den nämner att stelen restes under "Grekernas år 1092" (781 e.Kr.), vid kejserliga huvudstaden Chang'an (dagens Xi'an).

Anno Graecorum "AG", Alexanders år eller Seleukidtideräkningen "SE" (bokstavligen "grekiska kalendern" eller "grekiska år"), är en tideräkning som utgår från den hellenistiska kungen Seleukos I:s återerövring av Babylon 312/311 f.Kr. och grundandet av Seleukiderriket. Den är en tideräkning som använts tillsammans med andra varianter av den babyloniska kalendern. 
Kalendern har sina ursprungliga rötter i Babyloniska kalendern för system med veckor, dygn, timmar, minuter och sekunder, med huvudsaklig skillnad i definitionerna av årsberäkning och månader. Vi har en obruten serie av 7 veckodagar sedan babylonernas tid inom alla de kristna, muslimska och judiska kalendrarna. 
Anno Graecorum har stor betydelse i grundtexterna till gamla testamentet i bibeln inom kristendom och judendom. Till exempel använde skrifterna av Josephus och Mackabeerböckerna enbart seleukidtidens datering, och så i Talmud-traktatet Avodah Zarah (hebreiska: עבודה זרה, om "avgudadyrkan").
Den var en tideräkning med en lunisolarkalender, en modifierad hellenistisk version av den babyloniska kalendern, som den primära metoden för att beräkna kalenderåret. Den användes av kristna som tillhör österns kyrka och i judiska sammanhang i allt mindre omfattning till fram till medeltiden. Den utgör idag endast grunden för formen av den judiska kalendern men används inte för årsräkningen som sedan första årtusendet e.Kr är baserad på Anno Mundi Livryat haOlam.
Begreppen grekisk och Grekland i fråga om Anno Graecorum och i judiska referenser syftar på det hellenistiska imperiet efter Alexander den store, Seleukiderriket. Imperiet som ockuperade Levanten som senare judarna i Palestina befriades från av Judas Maccabeus.
Veckodagar, timmar, minuter och sekunder har varit desamma sedan babyloniska kalendern och är det fortfarande.

## Bakgrund
Tideräkningen härstammar från Seleukos Is återerövring av Babylon 312/11 f.Kr. efter hans exil i Ptolemaiska Egypten, vilket ansågs av Seleukos och hans hov utgjorde grundandet av Seleukiderriket. 
Judiska akademier var etablerade i Babylonien sedan den babyloniska exilen omkring år 587 f.Kr. och enligt judisk tradition var det under det sjätte året av Alexander den stores regeringstid (möjligen Alexander den stores spädbarn, Alexander IV av Makedonien) som de började använda sig av denna räkning. Introduktionen av den nya eran nämns i Babyloniska krönikan i en av kilskrifterna som är huvudkälla till babylonsk historia, The Chronicle of the Diadochi.

### Bibelns tideräkning
Det samhälle och tidsepok som Jesus levde i och såväl gamla testamentet som nya testamentet skrevs i dominerades av den babyloniska varianten av Anno Graecorum. Detta gjorde Anno Graecorum-tideräkningen naturlig som utgångspunkt i såväl den judiska som kristna bibeln. 

## Två varianter
Två olika varianter av seleukidåren fanns, en där året började på våren och en annan där det börjar på hösten:
1. Den babyloniska varianten. Imperiets infödda använde den babyloniska kalendern, där det nya året infaller den 1 Nisanu (3 april 311 f.Kr.), så i detta system motsvarar år 1 av seleukidtiden ungefär april 311 f.Kr. till mars 310 f.Kr. Detta inkluderade invånarna i Levanten, särskilt judarna som kallar det kontraktens era (hebreiska: מניין שטרות, minyan shtarot).
2. Den makedonska varianten. Den antika makedonska statsmakten antog den babyloniska kalendern (ersatt med makedonska månadsnamnen istället för de babyloniska [8]) men räknade med att det nya året skulle vara på hösten (det exakta datumet är okänt). I detta system motsvarar år 1 av seleukidtiden perioden från hösten 312 f.Kr. till sommaren 311 f.Kr. På 700-talet e.Kr./10:e århundradet AG fastslog de västsyrianska kristna året som den 1 oktober till 30 september.[9]

Dessa skillnader i början av året gör att datum skiljer sig med ett om de infaller mellan vår och höst. Noterbart är att den judiska historiska boken Första Mackabeerboken i allmänhet använder babylonisk årsräkning (1 Macc 6:20, 7:1, 9:3, 10:1, etc.). Medan Andra Mackabeerboken använder exklusivt den makedonska versionen av kalendern, troligen för att den skrevs antingen på Cypern eller Egypten. Båda böckerna betraktas som antingen kanonisk eller deuterokanoniska av vissa kristna samfund. Elias Bickerman ger detta exempel:
Till exempel, restaureringen av Jerusalems tempel av Judas Maccabeus, cirka 15 december 164 f.Kr., inföll år 148 av seleukidtiden enligt judiska (och babyloniska) beräkningar, men år 149 inför en domstol.

## Avtagande
Övergången från Anno Graecorum till Anno Mundi tideräkning skedde under första årtusendet parallellt ungefär samtidigt inom den judiska och östliga kristna världen, där de kristna använde den julianska kalendern istället medan judarna behöll den judiska varianten av den babyloniska Anno Graecorum kalendern. Babylon hade erövrats på 600-talet av Islam och flyttat till Bagdad och den judiska centralpunkten flyttades allt mer till Europa. 

### Judisk utveckling
Den babyloniska varianten, eller "kontraktens era" (minyan sheṭarot), användes av jemenitiska judar i deras juridiska handlingar och kontrakt fram till modern tid, en praxis som härrör från en gammal judisk lära i Talmud, som kräver att alla diasporajudar upprätthåller dess praxis. Av denna anledning nämns seleukidernas räkning i Första Mackabeerboken (I Macc. i. 11) och i historikerns, Josephus skrifter. Räkningen av seleukidtiden förföll i de flesta judiska samhällen, från 1000-talet dominerar Anno Mundi-tideräkningen och efter att rabbinen David ben Zimra (David ben Solomon ibn (Abi) Zimra 1479-1573, ר׳ דָּוִד בֶּן שְׁלֹמֹה אִבְּן אָבִי זִמְרָא) upphörde användningen när han tjänstgjorde som överrabbin i Egypten.
Judar (och staten Israel) räknar numera början av varje nytt år enligt Livryat haOlam (Anno Mundi) med månmånaden Tishri (Rosh Hashana, infaller 5 september-5 oktober, då gud skapade världen kl 18 (solens nedgång) den 1 Tishri (7 oktober) år 3761 f.Kr och räknar åren sedan dess). Dock är Nisan som infaller vanligen i april den första månaden i den judiska kalendern då man tidigare hade Anno Graecorum-årsräkning istället för som numera Anno Mundi, så nyår infaller numera i början av 7:e månaden, dvs 1 Tishri. Detta då den judiska kalendern fastställdes under den tidigare kontraktens era, dvs den babylonska varianten av Anno Graecorum med nyår 1 Nisan (i april) som första månad, medan man numera sedan ca 1500 år räknar år sedan världens skapelse.

### Kristen utveckling
Anno Graecorum användes så sent som på 600-talet e.Kr., till exempel i den trilinguala Zabad-inskiptionen i Syrien, daterad den 24:e av Gorpiaios, 823 (24 september 512 e.Kr.), och i skrifterna av Johannes av Efesos. Syriska krönikörer fortsatte att använda den fram till Mikael den store på 1100-talet e.Kr./1400-talet AG. Den har hittats i Centralasien på gravstenar över kristna som tillhört österns kyrka långt in på 1300-talet e.Kr.
I det kristna öster kom därefter den bysantinska Anno Mundi Etos Kosmou att dominera. 
I det kristna väster skapades istället Anno Domini, pga att det är stor skillnad om 1 732 år mellan den latinska Vulgata och grekiska Septuaginta bibelöversättningarna i beräkningarna av skapelsen då den bysantinska Anno Mundi inte stämde med Vulgata, inte accepterades i den dåtida Katolska världen. 
Anno Domini med gregoriansk variant av julianska kalendern utgör sedan mitten av 1700-talet grunden för den globala tideräkningen, UTC.